# Грегориус, Альберт
Альберт Грегориус (нидерл. Albert Gregorius; 26 октября 1774[…], Брюгге — 25 февраля 1853[…], Брюгге) — фламандский художник-портретист.

## Биография
Родился в 1774 году в Брюгге в бедной семье. Его способности к рисованию заметил Франсиск Жозеф Октав ван дер Донкт, местный художник-портретист, который взял его к себе, дал первые уроки и помог поступить в Академию художеств. Он же выполнил и портрет своего ученика (представлен в шаблоне справа). Грегориус учился в Академии с 1791 по 1793 год, продемонстрировал вполне свои способности и получил за время обучения несколько академических наград.
В 1801 году Грегориус отправился в Париж, где поступил в ученики к Жозефу Бенуа Сюве, также уроженцу Брюгге. Вскоре после этого Суве отправился в Италию, чтобы возглавить Французскую академию в Риме, но Грегориус не поехал с ним, а вместо этого устроился в мастерскую к Жаку Луи Давиду. В 1805 году он вернулся в Брюгге, планируя в спокойной атмосфере поработать над картиной для участия в конкурсе на Римскую премию, однако по болезни не смог поучаствовать в нём.
После выздоровления он вернулся в Париж, где оставался вплоть до 1835 года и работал как самостоятельный художник-портретист. Был одним из основателей «Клуба Бельгийцев» («De Club van de Belgen») — землячества фламандских скульпторов и художников в Париже. Регулярно выставлялся на Парижском салоне в период с 1812 по 1835 год.
В возрасте 61 года Грегориус получил приглашение вернуться в родную Бельгию, недавно ставшую независимым королевством, и возглавить Академию художеств родного города Брюгге. Грегориус согласился и, вернувшись на родину, проработал на должности ректора почти двадцать лет, вплоть до 1852 года, когда его консервативный подход к искусству вынудил его уйти в отставку на фоне постоянных ссор с коллегами.
Скончался в Брюгге в 1853 году. При жизни был известен как старый холостяк, не имевший детей, однако в свидетельстве о смерти был указан вдовцом. Имя супруги художника осталось неизвестным. Было высказано предположение, что его брак был кратковременным и состоялся во время его многолетнего проживания во Франции, а в старости он не имел близких родственников, по крайней мере таких, о которых хотел бы уведомить окружающих.
Грегориус писал, в основном, портреты, которые при его жизни пользовались немалой популярностью. Ему позировали офицеры и сановники Первой империи, португальский принц-регент и другие влиятельные лица. Проведя своё детство в лишениях и нищете, он прожил практически всю последующую жизнь влиятельным, признанным и коммерчески успешным живописцем. Тем не менее сегодня художника редко относят к портретистам первой величины.

## Галерея

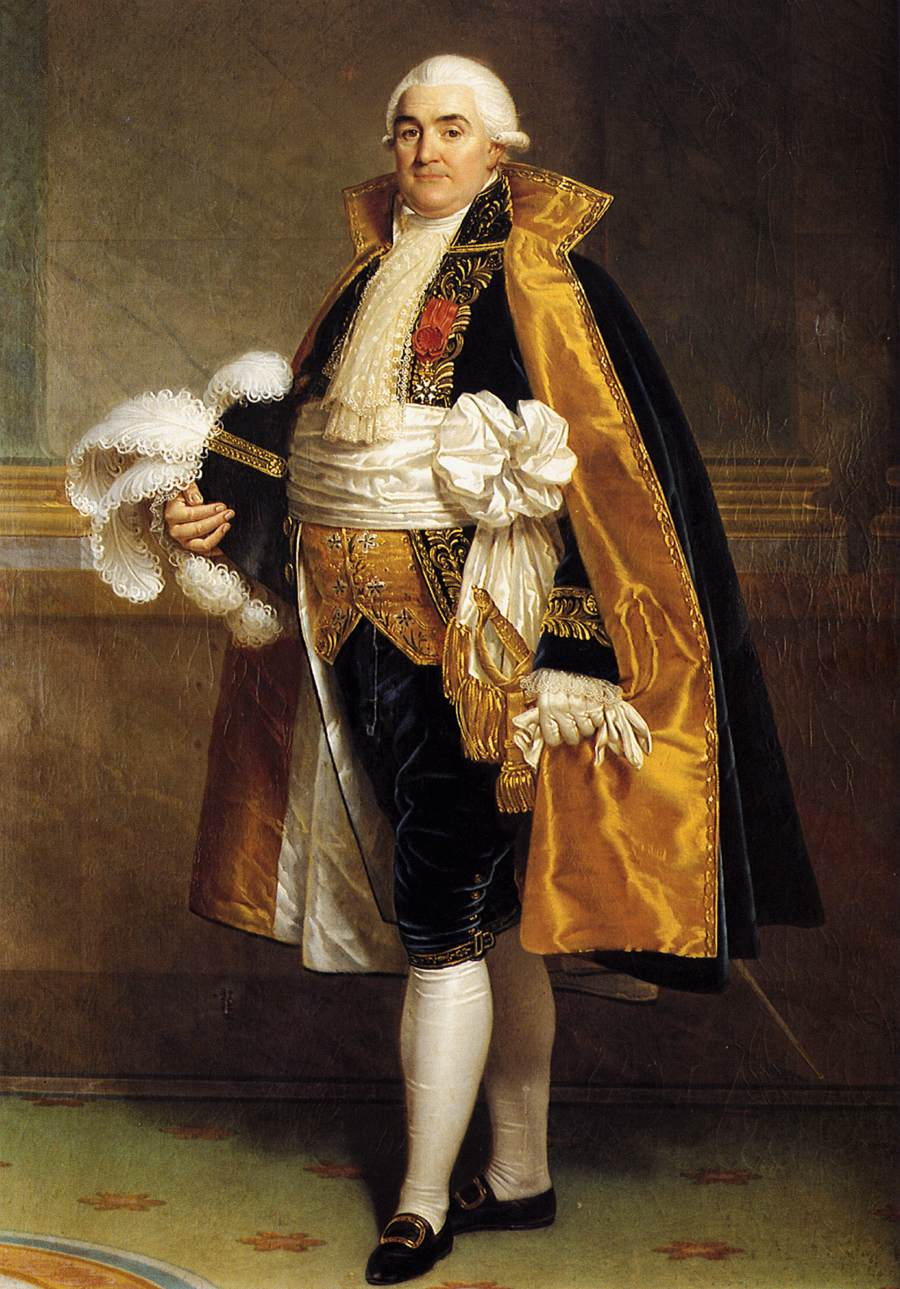
Парадный портрет французского сенатора, графа Шарля Антуана Шассе.
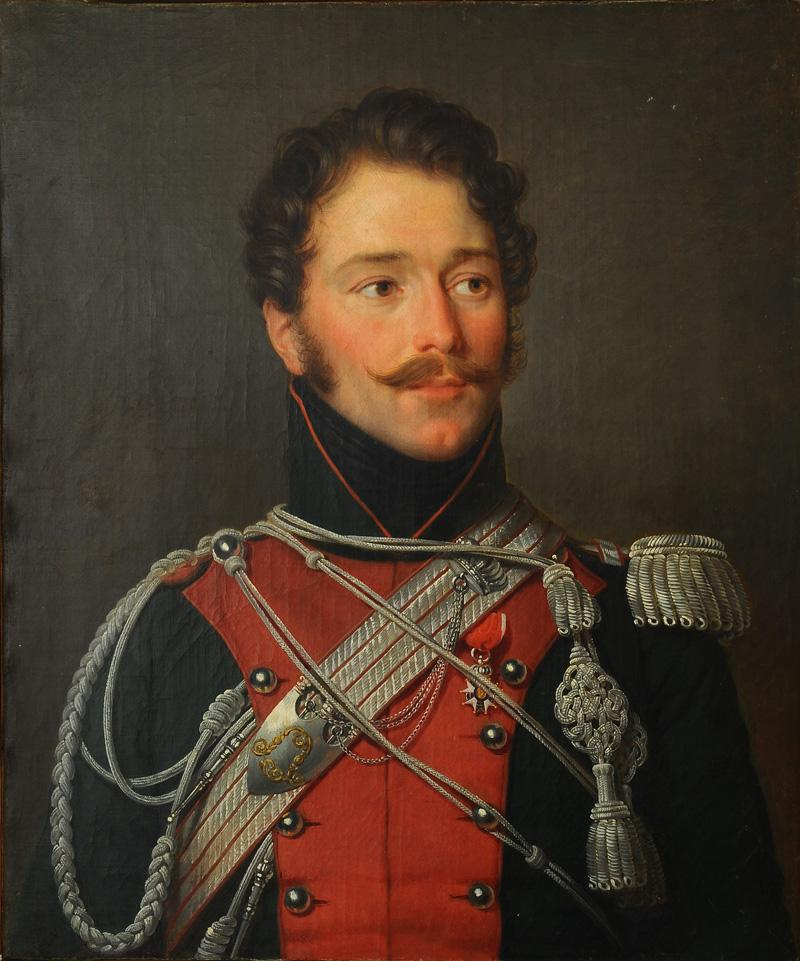
Портрет французского кавалерийского офицера.
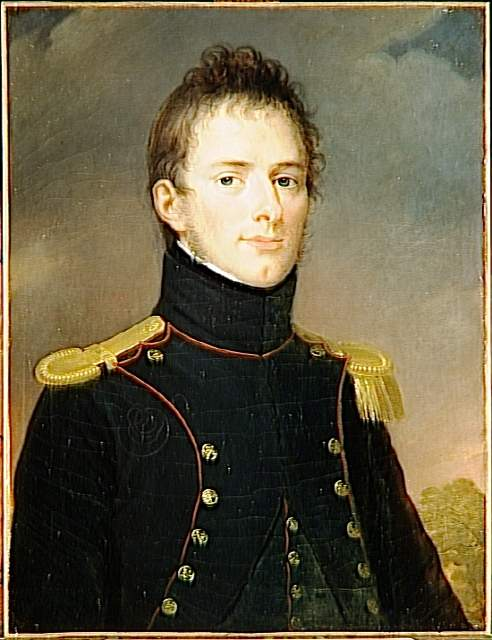
Портрет генерала Максимилиана Себастьяна Фуа в юности в форме лейтенанта артиллерии.
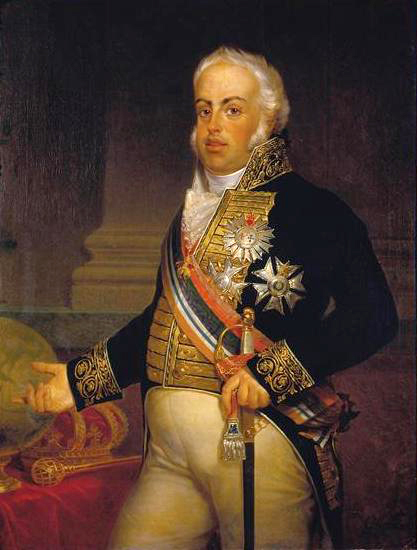
Жуан VI, принц-регент, а затем король Португалии.
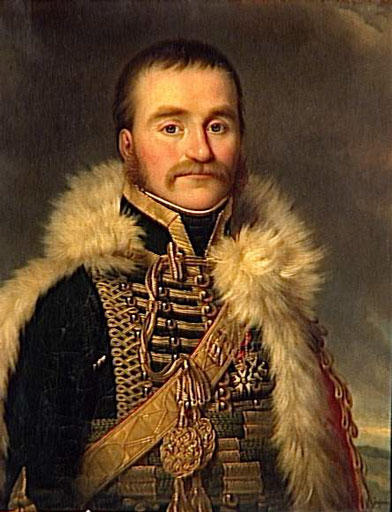
Бригадный генерал Николя Дальманн.
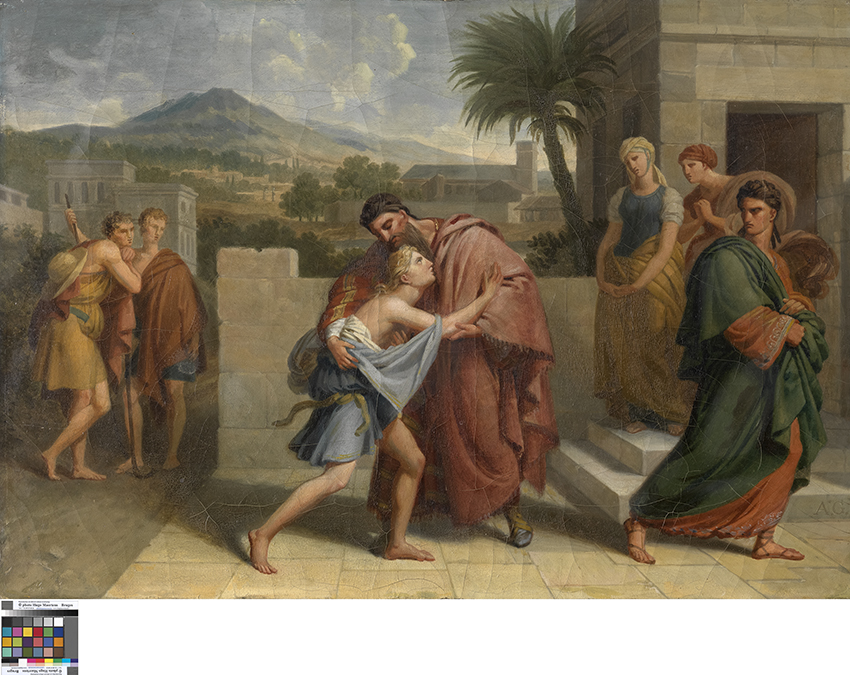
Возвращение блудного сына.
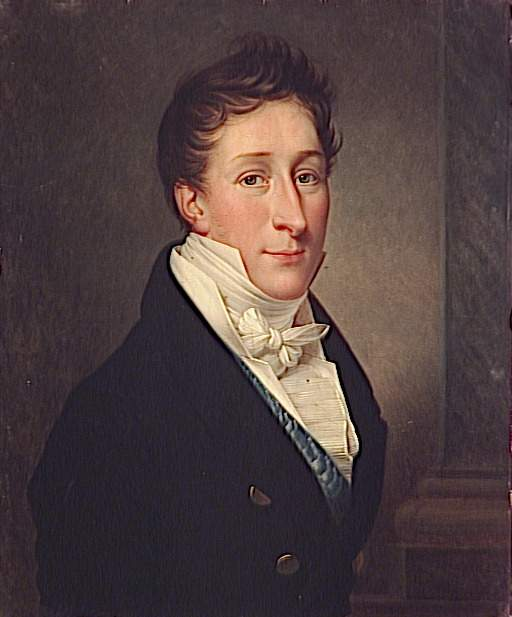
Принц Луи Шарль Орлеанский.
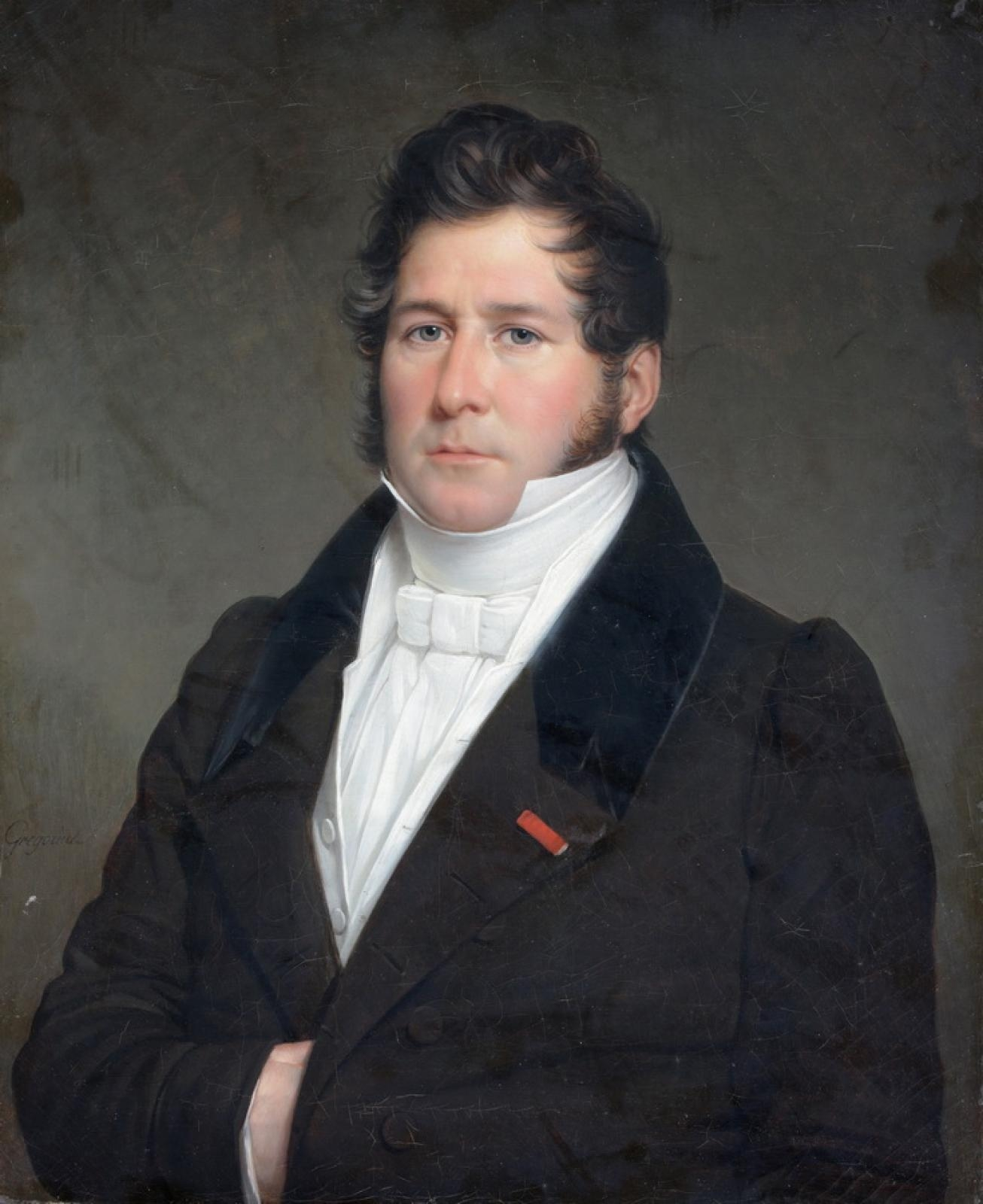
Портрет неизвестного.